# Fabio Gervasi
Fabio Gervasi, all'anagrafe Fabio Febbraro Gervasi (Roma, 29 aprile 1970), è un doppiatore e attore teatrale italiano.
Tra le voci narranti di documentari per Rai, Mediaset, La7, Discovery Channel (Italia) e Sky Italia, ha prestato la voce anche per rubriche, meteo, viabilità e giornali radio per varie emittenti radiofoniche tra cui Radio Globo, Antenna 1, RTR 99, Puntoradio, Radio Record e Radio Suby.

## Doppiaggio

### Film
- Harry Treadaway in Honeymoon[2]
- Sergio Múñiz in Los Borgia
- David Burke in Cut Bank - Crimine chiama crimine
- Víctor Ullate Roche in Cupido in vena di scherzi
- Shiloh Fernandez in Gettin' it
- Kevin Corrigan in Today's Special
- Courtney Gains in It Happened One Valentine's (Accadde il giorno di San Valentino)
- Charlie Morgan in Io danzerò
- Vincent Regan in City of Tiny Lights
- James Duval in The Black Room
- Jay Brazeau in Grumpy Cat's Worst Christmas Ever
- Mike Epps, Javier Carrasquillo e Rio Hackford in Tempo limite
- Patrick Muldoon in Robo-Dog: Airborne
- Dan Bakkedahl in The Escort
- William Baldwin in Christmas Trade - Uno scambio per Natale
- Antonio Cupo in Parole magiche - La storia di J.K. Rowling
- Michael McElhatton e Niall McNamee in The Foreigner
- Willie Garson, Randy Tow, Keith Mascoll, Jim Boyd in Il re della polka
- Greg Germann in Time Toys
- Dylan McDermott in Blind - Amore Inaspettato
- Jason Mitchell e Beau Knapp in Vincent N Roxxy
- Johnathon Schaech in Day of the Dead: Bloodline
- Eamonn Walker in A Lonely Place to Die
- Tim Plester in Cuban Fury
- Jérémy Brunet in Roubaix, una luce nell'ombra
- Skeet Ulrich in Escape Room - The Game
- Gethin Anthony in Vita & Virginia
- Axel Röhrle in Vicino all'orizzonte
- Rodolphe Pauly in La legge della giungla
- Trent Haaga in Bad Match
- Cody Longo in Starting Up Love
- Jesse Hutch in My Birthday Romance
- Zak Orth in They Came Together
- Ronny Chieng in Come se non ci fosse un domani - Long Story Short
- Aaron Poole in Stardust - David prima di Bowie
- Zhangwei Sun in Tiepide acque di primavera
- Giles Panton in Love on Trend
- Conor Hamill in Winter Lake - Il segreto del lago
- David Lawrence Brown in Orphan: First Kill
- Tōru Nomaguchi in Your Eyes Tell
- Sam in Agente Segreto Sam
- Ayumu Nakajima in April Come She Will
- Marcus Massey in Winnie-the-Pooh - Sangue e miele
- Jung Woo-sung in Hunt
- Jerry O'Connell in Endangered Species - Caccia mortale
- Jakob Schreier in L'aggiusta-cuori
- Daniel Gillies in Viaggio nell'incubo - Coming Home in the Dark
- Jordan Pettle in Time Cut
- Beethovan Oden in Terrifier 3

### Film d'animazione
- Geco, Zenji in La fortuna di Nikuko
- Bartra Lyonesse in The Seven Deadly Sins the Movie: Prisoners of the Sky

### Serie televisive
- Matt Lucas (Episodio 2.2), Nikhil Pai (Episodio 2.3), Eric Edelstein (Episodio 2.9), J.B.Smoove (Episodio 2.20), Matt Besser (Episodio 3.8), Johnny Jenkinson (Episodio 3.12), Alden Ray (Episodio 4.7) in Fresh Off the Boat
- Joel West in Oz
- Brian Patrick Wade in The Big Bang Theory (Episodi 1.6 e 2.14)
- Teo Olivares e Shawn-Caulin Young in Santa Clarita Diet (Episodi 1.9 e 2.3 rispettivamente)
- Hayden Christensen in Bullrun: Cops, Cars & Superstars II
- Baldeep Singh in Criminal Minds (Episodio 13.20)
- Gordon Brown in Trust Me
- John Brotherton in Life in Pieces
- Cahit Gök in Hercai - Amore e vendetta
- Clifton Collins Jr. in Cabeza Madre
- Laird Hamilton in Ballers (Episodio 4, stagione 4)
- Alessandro Juliani in Le terrificanti avventure di Sabrina (Stagioni 1 e 2)
- Rob Corddry in Medical Police
- Haley Joel Osment in What We Do in the Shadows (guest star) episodio 2x1 (2020)
- Alain Eloy e Baptiste Sornin in Unità 42
- Sammy Hayman in The English Game
- Henrik Lundström in First Responders
- Sacha Petronijevic in Mirage
- Quique San Martin e Juan Manuel Lenis in Io sono Franky
- Kim Sang-ho in My Name
- Peter Benson ne I misteri di Aurora Teagarden (Episodi 10-in corso)
- Enrique Poveda Gomez in Cent’anni di solitudine

### Documentari e Docu-reality
- David Copperfield in Dio? L'eterna domanda
- Fatih Akın in Da Caligari a Hitler
- David Michael Latt in Sharknado: Heart of Sharkness e Feeding Frenzy
- Eli Roth in Eli Roth's History Of Horror
- Mark Sealy in Master of Photography
- Jad Abumrad in Human: il mondo dentro di noi

### Serie animate
- Victor in Robot Trains
- Bubba in Zafari
- Tom in Sam il pompiere
- Joubert in Oswaldo
- Dr. Makina in MeteoHeroes
- Rei Mikazuchi e Kaolan Wongsawat in Kengan Ashura
- David in Grisù
- Ippei Izawa in Solo Leveling

## Teatro
- Il letto ovale, di Ray Cooney e John Chapman, Teatro Verdi di Terni
- Il gatto in cantina di Nando Vitali, Teatro Verdi di Terni
- La taverna dei sette peccati, raccolta di brani tratti da opere di Carlo Goldoni, Totò, Luigi Pirandello
- Pronto chi sparla, raccolta di piccole commedie

## Televisione
- Unomattina, puntata del 16 Febbraio 2007
- Unomattina Estate, puntata del 13 Giugno 2007
- Forum, puntata del 5 Novembre 2014 (Canale 5)
- Speaker nei programmi: Geo & Geo (Rai 3), Rai Cultura - La Storia siamo noi (Rai) e per l'Istituto Nazionale Tostiano
- Tra le voci delle previsioni meteo del canale televisivo RaiNews24 e LA7

## Cortometraggi
- Narraboth (il giovane siriaco) in Io e Salomè, rivisitazione video del mito di Salomè di Oscar Wilde. Primo episodio di una trilogia ideata dal regista e attore Cesare Cesarini[3]
- Family alla brace, puntata pilota di un progetto scritto e diretto Ludovica Marineo

## Audiolibri
- Restiamo amici, Audible, 2020
- Dritto al cuore, Audible, 2020
- Contengo moltitudini, Audible, 2021

## Pubblicità
Spot per varie aziende, marchi o iniziative quali: Eurospin, Cirque du Soleil (Radio Dimensione Suono), Athlon, Carrefour Banca, Automobile Club d'Italia, Divani & Divani by Natuzzi, Verisure